# Milan Šamánek

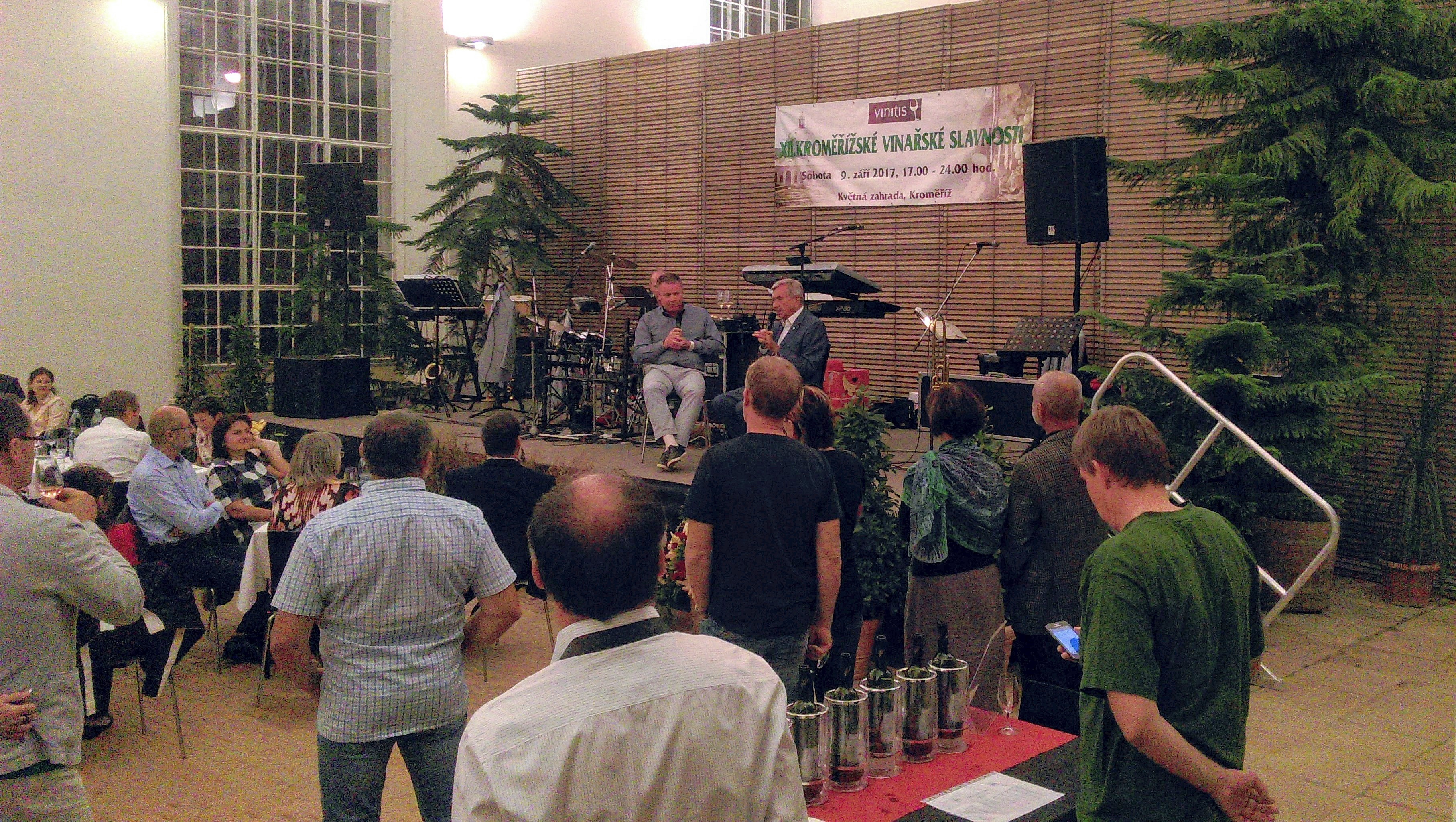
Kroměřížské vinařské slavnosti Květná zahrada 9. 9. 2017 – Když víno léčí s profesorem Milanem Šamánkem

Milan Šamánek (9. května 1931 Zborovice u Kroměříže – 29. dubna 2020) byl český lékař, pediatr specializující se v oboru kardiologie, v období 1977–1993 přednosta Dětského kardiocentra 2. LF UK a FNM a v letech 1969–1971 proděkan Fakulty dětského lékařství Univerzity Karlovy. V roce 2010 mu prezident republiky udělil státní vyznamenání Medaili Za zásluhy I. stupně. Je laureátem Ceny Neuron za přínos světové vědě za rok 2016 - medicína.

## Osobní život
Před nastoupením na fakultu navštěvoval Gymnázium Kroměříž, kde v roce 1949 maturoval. V roce 1955 absolvoval Fakultu dětského lékařství Univerzity Karlovy v Praze. Atestaci v oboru dětské lékařství získal o dva roky později a v roce 1991 mu byla přiznána specializační atestace z dětské kardiologie. Od počátku své lékařské praxe pracoval ve Fakultní nemocnici v Motole. První čtyři roky po promoci současně působil v nemocnici v Uherském Hradišti. V Motole byl členem II. dětské kliniky. V letech 1964–1965 absolvoval stipendijní pobyt na University of Pennsylvania School of Medicine. Od roku 1968 na klinice vedl nově vzniklou Kardiopulmonální laboratoř a v období 1977–1993 byl přednostou Dětského kardiocentra 2. LF UK a FNM, které také spoluzakládal. V době vzniku kardiocentra se jednalo o jediné takové pracoviště na světě, kde byli soustředěni odborníci všech potřebných pediatrických specializací. Ve své lékařské praxi se věnoval především vrozeným srdečním vadám u dětí.
V roce 1962 obhájil kandidátskou práci (CSc.), o sedm let později pak doktorskou práci (DrSc.) a současně se také habilitoval (docent). V roce 1987 byl jmenován profesorem Univerzity Karlovy v oboru dětské lékařství.
V roce 1997 inicioval založení Vědecké rady Lázní Poděbrady a následně se stal jejím předsedou.
Byl vdovec, měl dceru a syna.

## Ocenění
(výběr)
- 1984 – Státní cena Klementa Gottwalda
- 1999 – Edgar Mannheimer Lecture, honorary lecture, Evropská asociace dětské kardiologie
- 2001 – Purkyňova cena, nejvyšší ocenění České lékařské společnosti Jana Evangelisty Purkyně
- 2006 - Čestný občan rodné obce Zborovic
- 2010 – Medaile Za zásluhy I. stupně prezidenta ČR
- 2016 – Čestný občan města Poděbrady

Patřil mezi evropské kardiology, kteří obdrželi čestný titul „Founding Fellow of the European Society of Cardiology“ (1995; Founding F. E. S. C.).
11. května 2024 mu byla slavnostně odhalena busta od akademického sochaře Zdeňka Tománka před hotelem Libenský v Poděbradech. Projekt vzniku busty inicioval prof. Miloš Táborský.